# Bernard Chiarelli
Bernard Chiarelli (født 24. februar 1934 i Valenciennes, død 17. november 2024) var en fransk fodboldspiller, der spillede som midtbanespiller. Han var på klubplan tilknyttet Valenciennes, Lens, Lille og Sedan, og spillede desuden en kamp for det franske landshold. Han var med på det franske hold ved VM i 1958 i Sverige.